# Michail Fëdorovič Gračevskij
Michail Fëdorovič Gračevskij, in russo Михаил Фёдорович Грачевский? (Berezovo, 1849 – San Pietroburgo, 7 novembre 1887), è stato un rivoluzionario russo.
Militante populista, aderì nel 1879 a Narodnaja Volja. Arrestato nel 1882 e condannato al carcere a vita, si suicidò nella fortezza di Šlissel'burg.

## Biografia
(V. Figner, Los reclusos de Schlusselburgo, 1931, p. 67.)
Nacque nel villaggio di Berezovo, nel distretto di Atkarsk, figlio di un diacono. Il basso clero dei villaggi contadini russi era poverissimo ed egli fece i primi studi nella scuola parrocchiale. Nel 1867 entrò nel seminario di Saratov, ma lasciò gli studi dopo due anni per guadagnarsi la vita come insegnante elementare nel villaggio di Lopuchovo, nel distretto di Kamyšin. Più tardi, insegnò nella scuola di una comunità tedesca stanziata nello stesso distretto.
Nel 1871, dopo aver sposato Ljudmila Borisova, una contadina che era stata sua allieva, dovette lasciare l'insegnamento perché giudicato politicamente inaffidabile. Riuscì a impiegarsi come meccanico in un'officina ferroviaria e divenne assistente tecnico della stazione di Čertkovo, nella provincia di Rostov.
Nell'agosto del 1873 fu arrestato. Aveva ricevuto per posta da Pietroburgo un pacco di libri regolarmente vistati dalla censura, ma anche dei volantini rivoluzionari. Dopo una breve detenzione in carcere e l'interrogatorio di un ispettore della capitale, fu rilasciato. Poté mantenere il lavoro e divenne macchinista.
Improvvisamente, nel maggio del 1874 abbandonò la moglie e il lavoro e si trasferì a Pietroburgo, dove s'iscrisse all'Istituto Tecnologico e frequentò un gruppo di čajkovcy dedito alla propaganda tra i lavoratori. A questo scopo, senza lasciare l'Università, s'impiegò come meccanico nella fabbrica Strubinskij. Poi, alla fine dell'anno, si trasferì a Mosca presso un altro gruppo di čajkovcy, e il 30 gennaio 1875 fu arrestato mentre distribuiva pubblicazioni illegali agli operai della fabbrica Gjubner.
Fece tre anni di carcere, a Mosca e a Pietroburgo, prima di comparire imputato al «processo dei 193» nel quale, il 4 febbraio 1878, fu condannato a tre mesi di reclusione. Liberato il 23 maggio, emigrò a sud, lavorando da aiuto macchinista nelle ferrovie, sulle tratte Kursk- Char'kov-Azov e Odessa-Kišinev. A Odessa fu ancora arrestato alla fine di agosto per ordine della Terza sezione e inviato a nord, a Cholmogory, nella gubernija di Archangelsk, e successivamente a Pinega.
Nel settembre del 1879 fuggì, ma smarrì la strada tra foreste e paludi e fu costretto a consegnarsi alla polizia. Dopo un mese di detenzione nella prigione di Cholmogory, fu inviato in Siberia, ma durante il trasferimento riuscì nuovamente a fuggire e si rifugiò a Pietroburgo. Qui si unì a Narodnaja Volja, entrando a far parte del suo Comitato esecutivo. Si occupò, come Kibal'čič e Isaev, della preparazione degli esplosivi da utilizzare negli attentati contro lo zar Alessandro II e lavorò anche nella tipografia clandestina di Narodnaja Volja.
Dopo l'omicidio dello zar gli fu affidata la gestione dei fondi del partito per finanziare l'attività dei vari gruppi terroristici sparsi per la Russia. Nel gennaio del 1882 si recò a Vilnius per impiantarvi una tipografia, dall'aprile organizzò a Pietroburgo un nuovo laboratorio per la produzione di esplosivi, in vista di un attentato contro il capo della Terza sezione Georgij Sudejkin. Qui fu arrestato il 17 giugno 1882 con i suoi compagni Anna Korba, Klimenko, Pribylëv e Raisa Grossman.
Imputato nel «processo dei 17», il 17 aprile 1883 fu condannato a morte. Attese l'esecuzione nella fortezza Pietro e Paolo, ma la pena fu commutata il 9 giugno nel carcere a vita. Il 14 agosto 1884 fu trasferito nella fortezza di Šlissel'burg. Il suo sistema nervoso, anche per le dure condizioni di detenzione, fu presto compromesso. Nell'ottobre del 1886 rifiutò il cibo per 18 giorni, e fu posto in isolamento nelle più vecchie prigioni della fortezza, dove ancor più dure erano le condizioni dei detenuti. Qui scrisse una lettera di protesta indirizzata al ministro degli Interni Tolstoj e per ritorsione fu privato dei libri e delle medicine.
Il 7 giugno 1887 schiaffeggiò il medico del carcere Zarkevič, contando sul fatto che il gesto avrebbe dovuto causare la sua condanna a morte. Fu invece rinchiuso in isolamento nelle vecchie carceri della cittadella, dove la sera del 7 novembre si suicidò cospargendosi di petrolio le vesti e dandosi fuoco.
Lasciò una poesia d'addio per i suoi compagni: